# Salzburg Starbulls
Die Salzburg Starbulls sind ein österreichischer Floorballverein aus Salzburg. Er wurde 1999 gegründet und nimmt mit der Herrenmannschaft in der Saison 2024/25 an der Kleinfeld-Bundesliga teil. Größter Erfolg des Vereins war der Gewinn der Salzburger Landesmeisterschaft auf dem Kleinfeld im Jahr 2019, sowohl bei den Herren als auch bei den Damen.
Die Damenmannschaft nimmt an der Kleinfeld-Landesmeisterschaft des Bundeslandes Salzburg teil. Die Jugendmannschaften der Altersklassen U10, U12 und U14 bestreiten hingegen auch Wettkämpfe auf nationalem Niveau im Rahmen der ÖFBV-Jugendliga.

## Titel und Erfolge

### Herren
- Landesmeister Salzburg (Kleinfeld): 2019

### Damen
- Landesmeister Salzburg (Kleinfeld): 2019
- Österreichische Staatsmeisterschaft (Kleinfeld): Platz 3 (2019)

## Kontroversen

### Transferregel-Verstoß 2024/25
Beim Transfer des finnischen Spielers Tomi Haikonen von Salibandy Heinola (Finnland) zu den Salzburg Starbulls wurden Transferregularien des ÖFBV und des IFF missachtet. Der Spieler kam an zwei Spieltagen der Kleinfeld-Bundesliga für Salzburg zum Einsatz, bevor die vollständige Freigabe des Transfers vorlag. Dadurch wurden die ersten zehn Saisonpartien der Starbulls jeweils als mit 0:7 verloren gewertet. Somit belegte das Team zum Saisonende lediglich den letzten Platz in der Nord-Gruppe der Meisterschaft und verpasste die Teilnahme an den Playoffs um die Staatsmeisterschaft.
Tomi Haikonen kam für Salzburg daraufhin kein weiteres Mal zum Einsatz. Am 23. Dezember 2024 wurde sein Wechsel zu den TVZ Wikings Zell am See bekanntgegeben.